# Salix longiflora
Salix longiflora — вид квіткових рослин із родини вербових (Salicaceae).

## Морфологічна характеристика
Це кущ до 3 метрів заввишки. Гілки чорні, голі, кутасті. Листкова ніжка ≈ 5 мм, майже гола; листкова пластинка ланцетна чи еліптично-ланцетна, рідко обернено-яйцеподібна чи еліптична, (1.6)4–6(8) × 0.7–1(2) см, обидві поверхні голі, за винятком уздовж середньої жилки або волосистої в молодості, потім ± голі, край цільний, верхівка гостра. Чоловіча сережка циліндрична, 20–60 × (3)6 мм. Чоловіча квітка: тичинок 2; пиляки жовті, еліпсоїдно-кулясті. Жіноча сережка розпростерта, стає висячою, 40–70 × ≈ 5 мм. Жіноча квітка: залозиста адаксіально (верх); зав'язь яйцеподібна, гола, майже сидяча. Коробочка яйцеподібна, гола, майже сидяча.

## Середовище проживання
Китай [зх. Сичуань, Сізан, Юньнань], Бутан, Індія, Непал, Сіккім. Росте серед чагарників на схилах гір і в долинах; на висотах 500–4000 метрів.